# اف. ری کامستاک
اف. ری کامستاک (انگلیسی: F. Ray Comstock؛ ‏ ۲۷ اوت ۱۸۷۸ – ۱۵ اکتبر ۱۹۴۹) تهیه‌کننده فیلم اهل ایالات متحده آمریکا بود.
از فیلم‌هایی که وی در آن‌ها نقش داشته‌است، می‌توان به برنده بخت‌آزمایی اشاره نمود.